# Luigi Amaducci
Luigi Amaducci (4 de março 1924 - 3 de maio de 2010) foi um arcebispo da Igreja Católica italiano, da Arquidiocese de Ravena-Cervia.